# Julia Biedermann
Julia Biedermann (* 15. März 1967 in Berlin) ist eine deutsche Schauspielerin und Synchronsprecherin. Sie ist die Tochter des Karikaturisten Hans Joachim Stenzel.

## Leben
Biedermann wurde an der Berliner Tanzakademie in Tanz, klassischem Ballett sowie in Musik und Gesang ausgebildet. Im Alter von vier Jahren wurde sie für die Sesamstraße entdeckt. Am 8. November 1976 war Biedermann in der ARD-Sendung Die Montagsmaler bei Frank Elstner als Kandidatin zu sehen. Zu dieser Zeit gab sie auch ihr Bühnendebüt am Schillertheater in Berlin. Seither spielte sie in zahlreichen Fernsehfilmen und Serien mit. Einem breiten Publikum bekannt wurde sie durch die Rolle der Tochter Tanja in der Serie Ich heirate eine Familie an der Seite von Thekla Carola Wied und Peter Weck. Später gelang es ihr, mit der RTL-Serie Ein Schloß am Wörthersee an der Seite von Roy Black an frühere Erfolge anzuknüpfen. Bis 1991 spielte sie 10 Folgen lang die Rolle der Ida. Ab 2007 wirkte sie in der Hörspiel-Soap … und nebenbei Liebe als Stimme von Silvia Rautenberg mit.
Im Januar 2008 nahm sie an der dritten Staffel der RTL-Show Ich bin ein Star – Holt mich hier raus! teil. Kurz darauf erschien in der Februar-Ausgabe 2008 des deutschen Playboy eine Fotostrecke mit Biedermann. Im Sommer 2015 nahm sie an der Sendung Ich bin ein Star – Lasst mich wieder rein! teil und kämpfte mit 26 anderen Kandidaten um einen Platz im Dschungelcamp 2016. Im selben Jahr hatte Biedermann eine kleine Rolle im amerikanischen Kinofilm Reconcile von Marcus Lucas. 2016 nahm sie an der ARD-Quizsendung Wer weiß denn sowas? teil. Dabei traf sie auf ihren ehemaligen Serienvater Peter Weck, gegen den sie zusammen mit Elton gewann und 1500 Euro für das Publikum erspielte.
2002 heiratete Biedermann den Finanzmanager und Anwalt Matthias Steffens und zog nach Irland. Das Paar hat zwei gemeinsame Söhne und lebte von 2010 bis 2016 in Sunnyvale (Kalifornien). Danach zog sie mit ihrer Familie wegen einer beruflichen Veränderung ihres Ehemanns in den US-Bundesstaat New Jersey. 2018 erfolgte die Scheidung, und Biedermann zog mit ihren beiden Söhnen nach Berlin.

## Filmografie (Auswahl)
- 1973: Rappelkiste (Fernsehserie) Folge: Pech gehabt
- 1975: Rappelkiste (Fernsehserie) Folge Schmatzriegel
- 1977: Mond Mond Mond (Fernsehserie, 2 Folgen)
- 1981: Das Traumschiff (Fernsehserie)  Folge: Jungferninseln
- 1981: Die bleierne Zeit
- 1981–1982: Manni, der Libero (Fernsehserie, 5 Folgen)
- 1982: Ein Fall für zwei (Fernsehserie) Folge: Überstunden
- 1982: Euch darf ich’s wohl gestehen (Fernsehfilm)
- 1983: Geschichten aus der Heimat (Fernsehserie) Folge: Das Silvesterbaby
- 1983: Ravioli (Fernsehserie) Folge: Heimweh
- 1983: Mandara (Fernsehserie) Folge: Mandara wird wiedergefunden
- 1983–1986: Ich heirate eine Familie (Fernsehserie, 14 Folgen)
- 1986: Hexenschuß
- 1987: Großstadtrevier (Fernsehserie) Folge: Amamos und Konsorten
- 1987–1990: Praxis Bülowbogen (Fernsehserie, 20 Folgen)
- 1988: Ein Schweizer namens Nötzli
- 1988: Oh Gott, Herr Pfarrer (Fernsehserie) Folge: Es ist noch nicht offenbar, was wir sein werden
- 1988: Tagebuch für einen Mörder
- 1988: Geschichten aus der Heimat (Fernsehserie) Folge: Das Rendezvous
- 1989: Tatort – Kopflos
- 1990–1991: Ein Schloß am Wörthersee (Fernsehserie, 10 Folgen)
- 1991–1992, 1995: Der Landarzt (Fernsehserie, 14 Folgen)
- 1993: Glückliche Reise – Fidschi-Inseln (Fernsehreihe)
- 1993: Hochwürden erbt das Paradies
- 1994: Mein Freund, der Lipizzaner
- 1995: Louise and the Jackpot
- 1995: Marienhof (Fernsehserie)
- 1996: Blankenese (Fernsehserie, 13 Folgen)
- 1999: Unser Charly (Fernsehserie) Folge: Amamos und Konsorten
- 2000: Ein lasterhaftes Pärchen (Fernsehfilm)
- 2000: Da wo die Berge sind (Fernsehfilm)
- 2001: Hallo Robbie! (Fernsehserie) Folge: Gefährlicher Besucher
- 2002: Herzschlag (Fernsehserie)
- 2008: Ich bin ein Star – Holt mich hier raus! (Fernsehshow, Kandidatin)
- 2015: Ich bin ein Star – Lasst mich wieder rein! (Fernsehshow, Kandidatin)
- 2015: Reconcile (Kurzfilm)
- 2021: Alles was zählt (Fernsehserie, 2 Folgen)
- 2023: Letzte Spur Berlin (Fernsehserie) Folge: Der Wanderer

## Theater (Auswahl)
- 1976–1978: Die Weber
- 1979: Die Wildente
- 1988–1989: Das Haus in Montevideo
- 1989: Bunbury
- 1996–1997: Wochenendkomödie
- 1998: Mond über Buffalo
- 1998–1999: GIGI
- 2004: Lauf doch nicht immer weg
- 2005: Die bessere Hälfte
- 2006: Lauf doch nicht immer weg
- 2006: Mit Engelszungen
- 2007: Die bessere Hälfte
- 2020: Schmetterlinge sind frei